# Petermann Bjerg
Petermann Bjerg ist ein 2970 m hoher Berg in Grönland im Nordost-Grönland-Nationalpark.

## Geografie
Der mit 2970 m Höhe das Frænkel Land dominierende Berg liegt nördlich des Nordenskiöld Gletsjers und südlich der Nunataks Kalifbjerg (2667 m), Kerberus (ca. 2500 m), Gog (ca. 2600 m) und Magog (ca. 2400 m). Von seiner Nordnordost-Flanke fließt der Gregory Gletsjer ins Knækdalen.

## Geschichte
Der Petermann Bjerg wurde von Europäern erstmals während der Zweiten Deutschen Nordpolar-Expedition am 12. August 1870 gesichtet. Julius Payer und Ralph Copeland sahen ihn von einem etwa 2100 m hohen Gipfel nahe der fast 80 km östlich gelegenen Payer Tinde aus. Sie benannten ihn zu Ehren des deutschen Geographen und Kartographen August Petermann, der die von Carl Koldewey geführte Expedition angeregt hatte, Petermanns Spitze, woraus später der dänische Name Petermann Bjerg wurde.
Die Erstbesteigung gelang James Wordie und zwei Begleitern am 15. August 1929. Am 9. August 1951 bestiegen die Schweizer Alpinisten John Haller und Wolfgang Diehl den Berg als Zweite.